# Distrito de Garwolin
El distrito de Garwolin ( en polaco powiat garwoliński) es una unidad de administración territorial y gobierno local (powiat) situada en el centro-este de Polonia, en el voivodato de Mazovia. Se puso en funcionamiento el 1 de enero de 1999, tras la reforma de las divisiones administrativas de 1998 y la reintroducción de los Powiat. Su capital y mayor ciudad es Garwolin, situada a 56 km al sureste de Varsovia. El distrito cuenta con otras 3 ciudades: Łaskarzew 13 km al sur de Garwolin, Pilawa 10 km al noroeste de Garwolin y Żelechów 22 km al sureste de Garwolin.
El distrito cubre un área de 1284,29 kilómetros cuadrados. En 2006 su población total era de 106 227 habitantes. Garwolin tenía 16 072, Łaskarzew 4908, Pilawa 4196 y Żelechów 4016, y la población rural es 77 035.

## Distritos limítrofes
El distrito de Garwolin limita con Mińsk al norte, con Siedlce al noroeste, Łuków al este, Rykial al sureste, Kozienice al sur, Grójec al oeste y Otwock al noroeste.

## Divisiones administrativas
El distrito se subdivide en 14 gminas (dos urbanas, dos urbano-rurales y 10 rurales). Están enumerados en esta tabla en orden decreciente de población
| Gmina                                | Tipo         | Área (km²) | Población (2006) | Sede               |
| Garwolin                             | urbana       | 22,1       | 16.072           |                    |
| Garwolin                             | rural        | 136,0      | 11.919           | Garwolin *         |
| Pilawa                               | urbano-rural | 77,3       | 10.435           | Pilawa             |
| Żelechów                             | urban-rural  | 87,6       | 8.390            | Żelechów           |
| Sobolew                              | rural        | 94,8       | 8.312            | Sobolew            |
| Trojanów                             | rural        | 151,0      | 7.757            | Trojanów           |
| Maciejowice                          | rural        | 172,7      | 7.287            | Maciejowice        |
| Górzno                               | rural        | 90,8       | 6.112            | Górzno             |
| Łaskarzew                            | rural        | 87,5       | 5.541            | Łaskarzew *        |
| Wilga                                | rural        | 119,1      | 5.262            | Wilga              |
| Borowie                              | rural        | 80,4       | 5.131            | Borowie            |
| Miastków Kościelny                   | rural        | 85,2       | 5.019            | Miastków Kościelny |
| Łaskarzew                            | urbana       | 15,1       | 4.08             |                    |
| Parysów                              | rural        | 64,3       | 4.082            | Parysów            |
| * la sede no forma parte de la gmina |              |            |                  |                    |

## Localidades
- Gmina de Wilga
  - Celejów
- Gmina de Trojanów
  - Derlatka